# Retrait sur des prises
Pour les articles homonymes, voir Retrait.

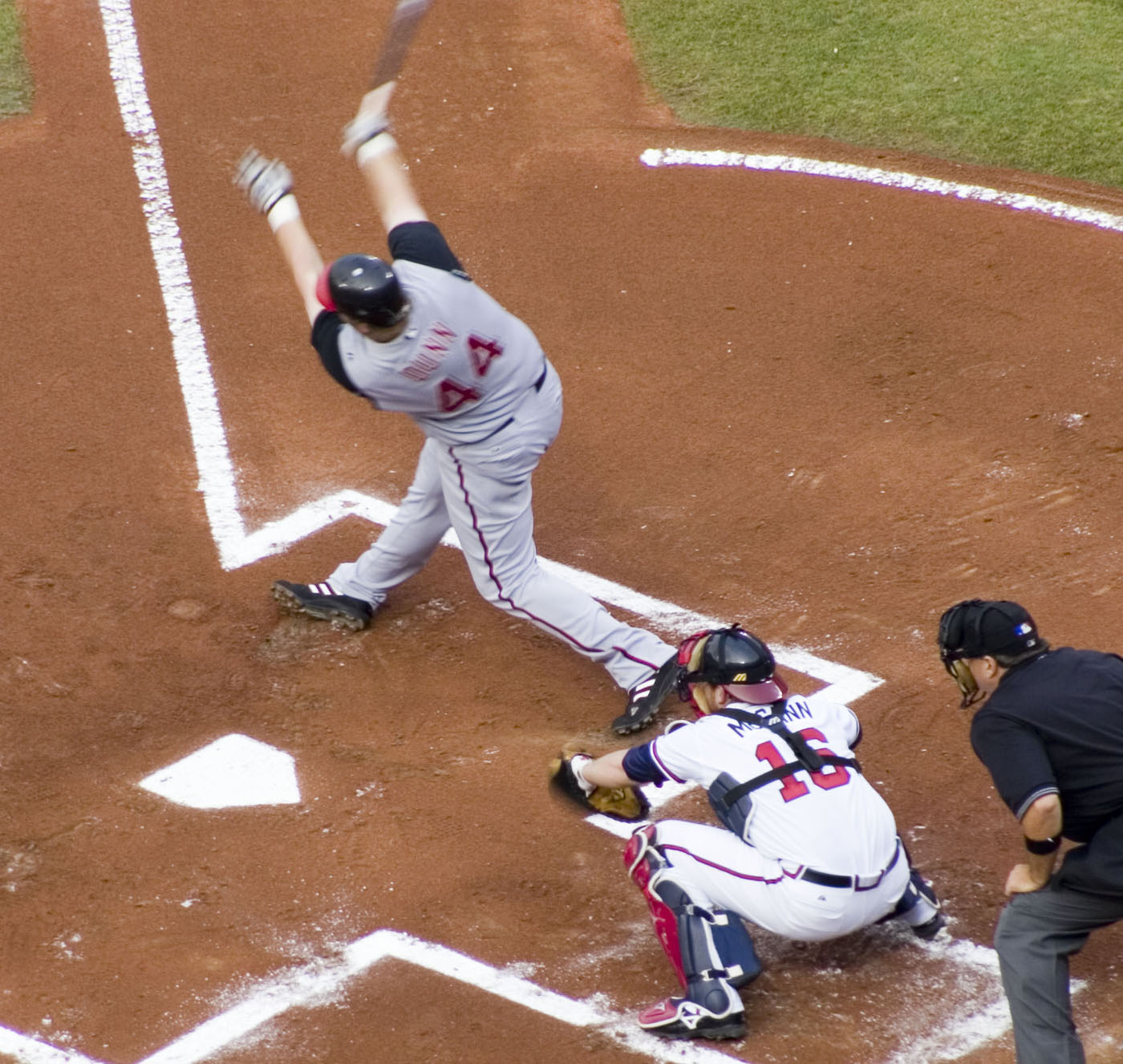
Adam Dunn (Cincinnati) s'élance sur une troisième prise et est retiré par John Smoltz (Atlanta, hors champ)

Un retrait sur des prises, un retrait sur trois prises ou un retrait au bâton (en anglais : strikeout), généralement symbolisé par la lettre K, est une statistique au baseball. Quand un lanceur enregistre trois prises contre un frappeur pendant sa présence au bâton, le lanceur est crédité d'un retrait sur des prises, et le frappeur est retiré.
Le retrait sur des prises fut établi dans le règlement du baseball en 1845 dans les Knickerbocker Rules écrits par Alexander Cartwright : « Three balls being struck at and missed and the last one caught, is a hand-out; if not caught is considered fair, and the striker bound to run. »

## Règlement

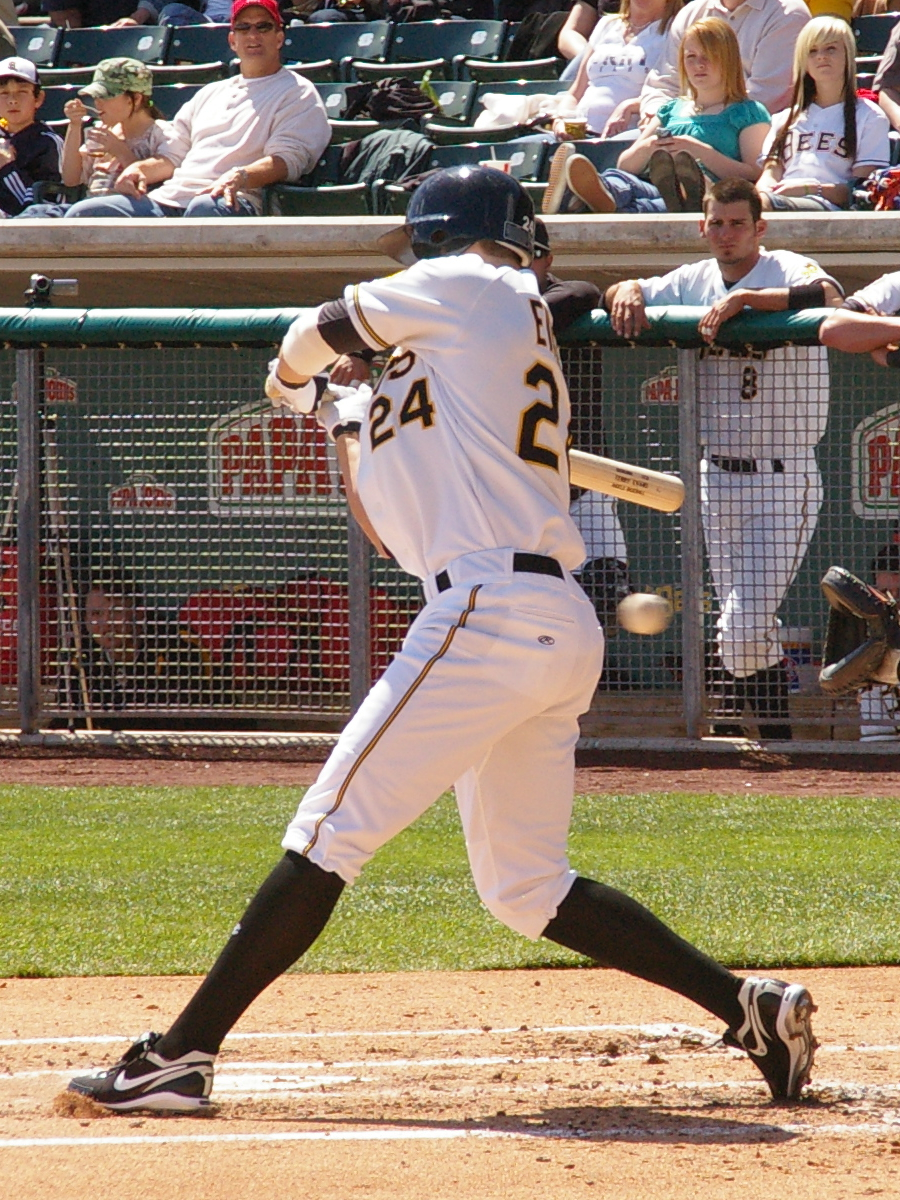
Un frappeur (Terry Evans) retient son élan alors que la balle arrive dans le gant du receveur.

- Une prise contre le frappeur est enregistrée lorsque : 
  - Le lanceur lance la balle dans la zone de prises, selon l'arbitre.
  - Le frappeur rate la balle avec son bâton en essayant de la frapper.
  - Le frappeur frappe la balle « hors ligne » (fausse balle)
- La 3e prise ne peut pas être une fausse balle. Seules les deux premières fausses balles compteront comme des prises. S'il a déjà deux prises et qu'une autre fausse balle est frappée, le nombre de prises reste donc à deux. Seule exception : un amorti-sacrifice raté et tombé en zone des fausses balles avec déjà deux prises au compte sera la troisième prise.

Un demi-élan du frappeur (en anglais : checked swing) pourra être compté comme une balle ou une prise, selon la décision de l'arbitre derrière le marbre. Sur un tel jeu, fréquent, où le frappeur tente de retenir son élan, on fait souvent appel à l'arbitre posté près du premier but ou du troisième but qui rendra la décision à la place de l'officiel au marbre, puisque sa position sur le terrain lui offre un point de vue différent.

## Comme statistique
Le retrait sur des prises est une statistique qui s'applique tant aux lanceurs qu'aux frappeurs. Positive pour les premiers puisqu'elle témoigne de leur domination sur les joueurs adverses, elle est en revanche négative pour les frappeurs puisqu'elle indique la difficulté à frapper les balles lancées par les lanceurs adverses.
Cependant, plusieurs des meilleurs frappeurs de l'histoire du baseball affichent un haut total de retraits sur des prises, particulièrement dans le cas des frappeurs de puissance capable de réussir de nombreux coups de circuit. Ce type de frappeur a en effet souvent l'habitude de s'élancer plus fréquemment sur des lancers, d'où une augmentation significative de leur total de retraits sur des prises. Par exemple, Reggie Jackson, joueur légendaire membre du Temple de la renommée du baseball, était en 2011 au 13e rang des plus grands frappeurs de coups de circuit de l'histoire de la MLB avec 563, mais est le recordman des retraits sur des prises en carrière avec 2597.

## Records des Ligues majeures de baseball
Mis à jour après la saison 2019.
En gras, les joueurs en activité.

### Lanceurs

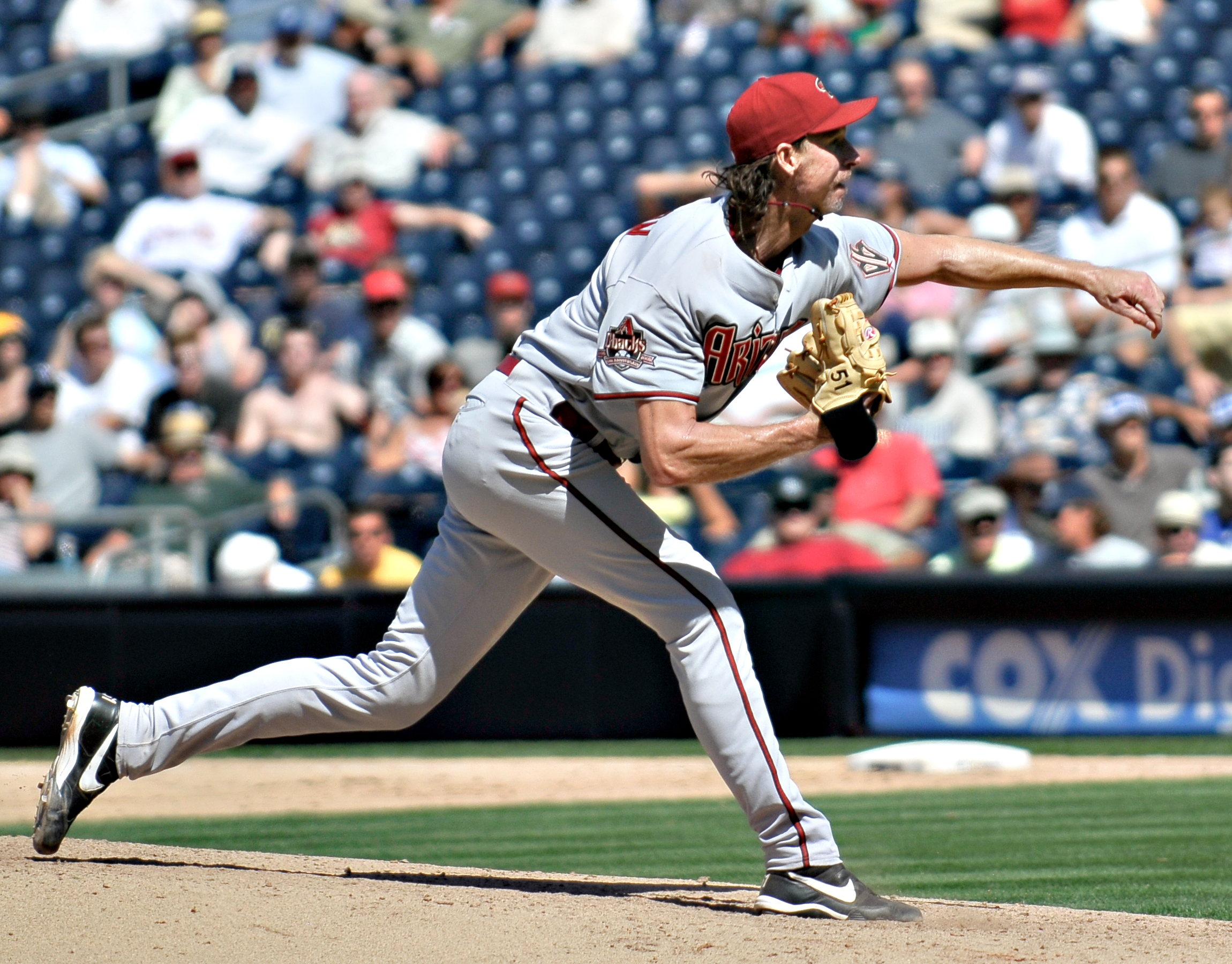
Randy Johnson est le lanceur gaucher comptant le plus de retraits sur des prises dans l'histoire.

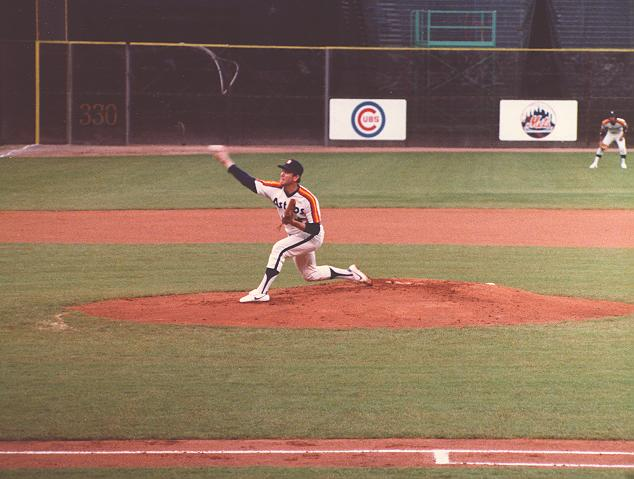
Nolan Ryan, ici dans l'uniforme des Astros de Houston en 1983, est le meneur avec 5714 retraits sur des prises en carrière.

- Lors d'une carrière (depuis 1900) :

1. Nolan Ryan - 5 714
2. Randy Johnson - 4 785
3. Roger Clemens - 4 672
4. Steve Carlton - 4 136
5. Bert Blyleven - 3 701

- Lors d'une seule saison :

1. Matt Kilroy - 513 (Orioles de Baltimore (XIXe siècle), saison 1886)
2. Toad Ramsey - 499 (Colonels de Louisville, saison 1886)
3. Hugh Daily - 483 (Browns de Chicago, Stogies de Pittsburgh et Nationals de Washington de l'Union Association, saison 1884)
4. Dupee Shaw - 451 (Wolverines de Détroit et Reds de Boston, saison 1884)
5. Old Hoss Radbourn - 441 (Grays de Providence, saison 1884)

- Lors d'une seule saison (depuis 1900) :

1. Nolan Ryan - 383 (Angels de la Californie, saison 1973)
2. Sandy Koufax - 382 (Dodgers de Los Angeles, saison 1965)
3. Randy Johnson - 372 (Diamondbacks de l'Arizona, saison 2001)
4. Nolan Ryan - 367 (Angels de la Californie, saison 1974)
5. Randy Johnson - 364 (Diamondbacks de l'Arizona, saison 1999)

- Par un lanceur gaucher (en carrière) :

1. Randy Johnson - 4 789
2. Steve Carlton - 4 136
3. CC Sabathia - 3 093
4. Mickey Lolich - 2 832
5. Frank Tanana - 2 773

- Parmi les lanceurs en activité (après la saison 2019) :

1. Justin Verlander - 3 006
2. Max Scherzer - 2 692
3. Zack Greinke - 2 622
4. Cole Hamels - 2 558
5. Félix Hernández - 2 524

- Moyenne de retraits sur les prises par 9 manches lancées[1]

(en carrière, depuis 1900) :
1. Yu Darvish - 11,12
2. Chris Sale - 11,08
3. Randy Johnson - 10,61
4. Stephen Strasburg - 10,60
5. Max Scherzer - 10,58

- Moyenne de retraits sur les prises par 9 manches lancées[2]

(en une seule saison, depuis 1900) :
1. Gerrit Cole, 2019 - 13,82
2. Randy Johnson, 2001 - 13,41
3. Pedro Martínez, 1999 - 13,20
4. Chris Sale, 2017 - 12,93
5. Max Scherzer, 2019 - 12,69

#### Dans un seul match
Le record de 20 retraits sur des prises en un seul match des Ligues majeures est partagé par quelques lanceurs. L'exploit a été réussi à deux reprises par Roger Clemens avec les Red Sox de Boston : 29 avril 1986 au Fenway Park de Boston face aux Mariners de Seattle, puis le 18 septembre 1996 au Tiger Stadium de Detroit face aux Tigers de Detroit. Kerry Wood des Cubs de Chicago et Randy Johnson des Diamondbacks de l'Arizona ont égalé le record, Wood le 6 mai 1998 au Wrigley Field de Chicago contre les Astros de Houston et Johnson au Bank One Park de Phoenix en Arizona le 8 mai 2001.
Steve Carlton (en 1969), Tom Seaver (1970), Nolan Ryan (1974) et David Cone (1991) ont quant à eux réussi des performances de 19 retraits au bâton en une partie.
Le record de retraits sur des prises pour un lanceur dans un match complété en manches supplémentaires est de 21 par Tom Cheney des Senators de Washington le 12 septembre 1962 au Memorial Stadium de Baltimore. Cheney lance les 16 manches du match que son équipe remporte sur les Orioles, retirant 13 frappeurs sur des prises dans les 9 premières manches et 8 autres dans les sept manches supplémentaires. Le fait que ce match fut anormalement long fait en sorte que Cheney n'est pas reconnu comme le détenteur officiel du record. La partie dans laquelle Randy Johnson égala le record en 2001 fut terminée en manches supplémentaires, mais Johnson enregistra ses 20 retraits au bâton dans les 9 manches régulières.

##### Retraits sur des prises consécutifs
Le record des Ligues majeures et de la Ligue nationale de retraits sur des prises consécutifs dans un match est détenu par Tom Seaver des Mets de New York, avec 10 de suite le 22 avril 1970 contre les Pirates de Pittsburgh, et le record de la Ligue américaine est de 9 établi par Doug Fister des Tigers de Détroit contre les Royals de Kansas City le 27 septembre 2012.

### Frappeurs

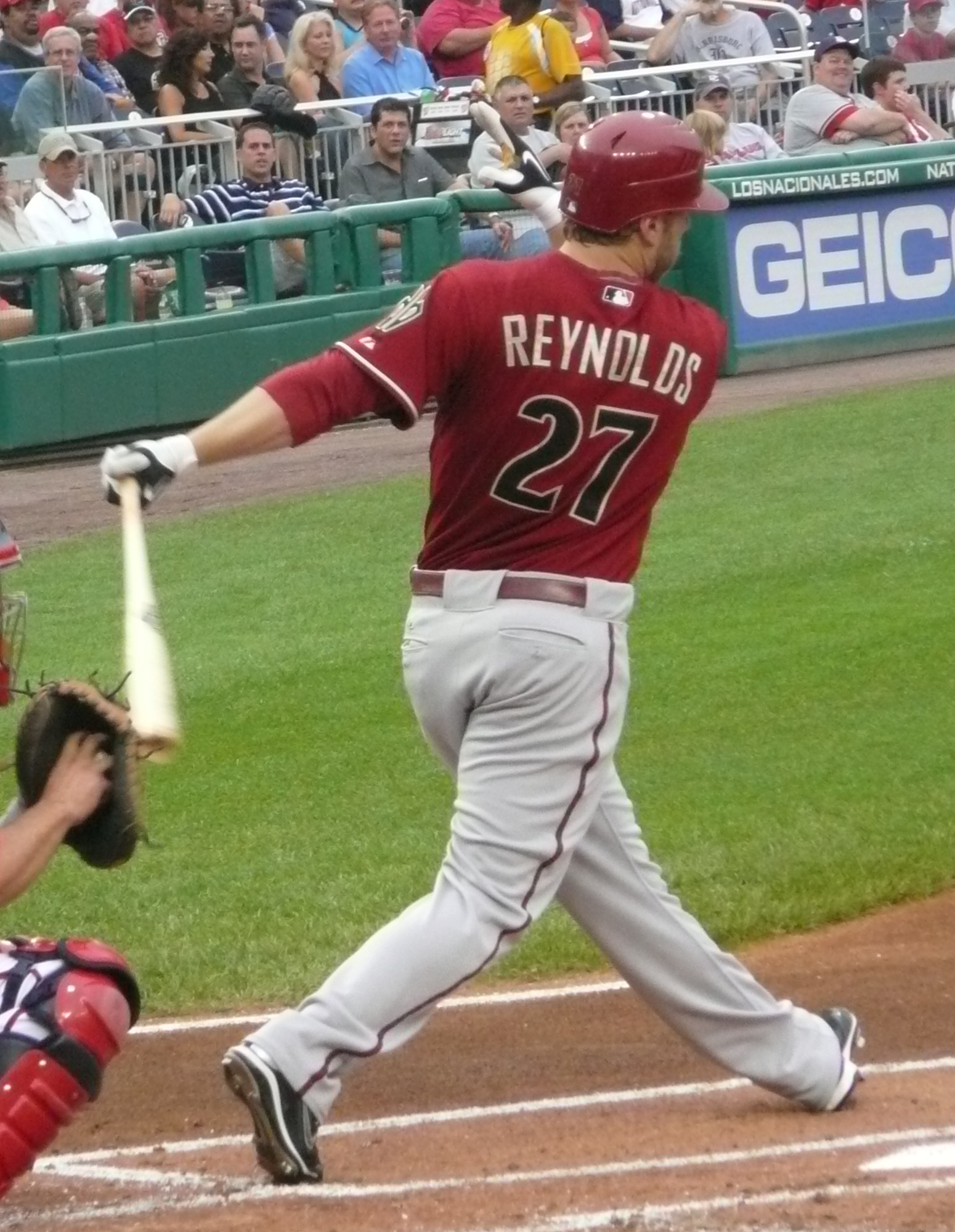
Mark Reynolds, des Diamondbacks, détient le record peu enviable du frappeur le plus souvent retiré sur des prises en une saison.

- Nombre de retraits sur les prises en carrière pour un frappeur[5] :

1. Reggie Jackson - 2 597
2. Jim Thome - 2 548
3. Adam Dunn - 2 379
4. Sammy Sosa - 2 306
5. Alex Rodriguez - 2 287

- Nombre de retraits sur les prises en une saison pour un frappeur[6] :

1. Mark Reynolds - 223 (Diamondbacks de l'Arizona, saison 2009)
2. Adam Dunn - 222 (White Sox de Chicago, saison 2012)
3. Chris Davis - 219 (Orioles de Baltimore, saison 2016)
4. Yoan Moncada - 217 (White Sox de Chicago, saison 2018)
5. Chris Carter - 212 (Astros de Houston, saison 2013)

- Parmi les joueurs en activité (après la saison 2019) :

1. Mark Reynolds - 1 927
2. Chris Davis - 1 835
3. Justin Upton - 1 798
4. Miguel Cabrera - 1 761
5. Matt Kemp - 1 600

### Dans un seul match
Aucun joueur de la Ligue majeure n'a été retiré sur des prises plus de cinq fois dans un même match, mais une performance peu honorable de cinq retraits au bâton dans une même partie s'est produite à plusieurs dizaines de reprises. Le record pour le plus grand nombre de retraits sur des prises pour un frappeur dans un même match de baseball appartiendrait à Russ Laribee, un athlète des ligues mineures de baseball ayant été retiré sur trois prises à sept reprises avec les Red Sox de Pawtucket dans le plus long match de balle de l'histoire (33 manches de jeu) en 1981. Ironiquement, c'était Laribee qui avait forcé la tenue de manches supplémentaires avec un ballon-sacrifice en neuvième manche. Vingt-cinq ans plus tard, Laribee déclarait à la blague regretter d'avoir égalisé le score.